# 普里西夫齊
49°40′12″N 25°6′43″E / 49.67000°N 25.11194°E
普里西夫齊（羅馬化：Prysivtsi）是烏克蘭的村落，位於該國西部捷爾諾波爾州，由捷尔诺波尔区負責管轄，處於西斯特雷帕河畔，始建於1532年，面積8.46平方公里，2001年人口782。